# Tätzschwitz
Tätzschwitz (en sorabo Ptačecy) es un pequeño pueblo situado al norte del estado alemán de Sajonia, en el límite con Brandeburgo. Tiene cerca de 550 habitantes y forma junto con los municipios de Sabrodt, Bluno, Klein Partwitz, Geierswalde, Bergen, Seidewinkel, Neuwiese y Nardt la mancomunidad de Elsterheide. En 2001 se celebró el 600.º aniversario de la fundación de Tätzschwitz.
- Datos: Q6154458
- Multimedia: Tätzschwitz/Ptačecy / Q6154458

1. ↑  Worldpostalcodes.org, código postal n.º 02979.